# Campylocentrum intermedium
Campylocentrum intermedium  é uma espécie de orquídea, família Orchidaceae, que existe apenas em Minas Gerais, no Brasil. Trata-se de planta epífita, monopodial, com caule alongado, bastante ramificado, cujas inflorescências brotam do nódulo do caule oposto à base da folha. As flores são minúsculas, brancas, de sépalas e pétalas livres, e nectário na parte de trás do labelo. Pertence à secção de espécies de Campylocentrum com folhas planas.

## Publicação e sinônimos
- Campylocentrum intermedium (Rchb.f. & Warm.)  Rolfe, Orchid Rev. 11: 245 (1903).

Sinônimos homotípicos:
- Aeranthes intermedia Rchb.f. & Warm. in H.G.Reichenbach, Otia Bot. Hamburg.: 91 (1881).

## Histórico
Reichenbach publicou esta espécie em 1881 com base em um espécime que Warming coletou na Lagoa Santa em Minas Gerais e que floresceu entre fevereiro e março. Pabst situa esta espécie em um pequeno grupo junto com outras três, Campylocentrum densiflorum, Campylocentrum organense e Campylocentrum brachycarpum, que apresentam ovário glabro e nectário curto em relação à espessura. As folhas do C. intermedium apresentam-se bastante dobradas sobre si mesmas, acanoadas. A flores são muito maiores que as do C. brachycarpum, e bem mais estreitas que as do C. organense. Sua ilustração, publicada em 1884, mostra um nectário de ápice mais agudo que o do C. densiflorum, porém, como quase não há registros desta espécie e Pabst limitou-se a copiar a ilustração anterior, é possível que sejam sinônimos, e neste caso, C. intermedium teria a preferência por ser mais antiga. Apesar de Cogniaux, em sua chave de classificação, colocar esta espécie entre as de folhas cilíndricas, vemos em sua descrição que na verdade apresenta folhas planas.